# یهودای مکابی (هندل)
یهودای مکابی (انگلیسی: Judas Maccabaeus) یک اوراتوریو در سه پرده اثر جرج فردریک هندل است که در سال ۱۷۴۶ ساخته شد و لیبرتوی آنرا توماس مورل نوشته‌است. این اوراتوریو به منظور تمجید از شاهزاده شاهزاده ویلیام آگوستوس، دوک کامبرلند پس از بازگشت از نبرد کالودن (۱۶ آوریل ۱۷۴۶) ساخته شد. نخستین اجرای این اپرا در ۱ آوریل ۱۷۴۷ در تالار اپرای سلطنتی لندن صورت پذیرفت.
توماس مورل لیبرتوی خود را بر پایهٔ کتاب‌های قانونی ثانی (مکابیان اول) نوشت و بن‌مایه آن، «آثار کهن یهودیان» اثر یوسف فلاوی بود.
لودویگ فان بتهوون ۱۲ واریاسیون برای پیانو و ویولنسل برای پردهٔ سوم آن «ببینید، قهرمان فاتح می‌آید!» در سال ۱۷۹۶ ساخت.
در دوران حکومت آلمان نازی و به‌دنبال سیاست‌های آریایی‌سازی آنها، متن جدیدی نوشته شد تا موسیقی هندل بدون ارجاع به فرهنگ یهودی اجرا شود.